# Antigoriet

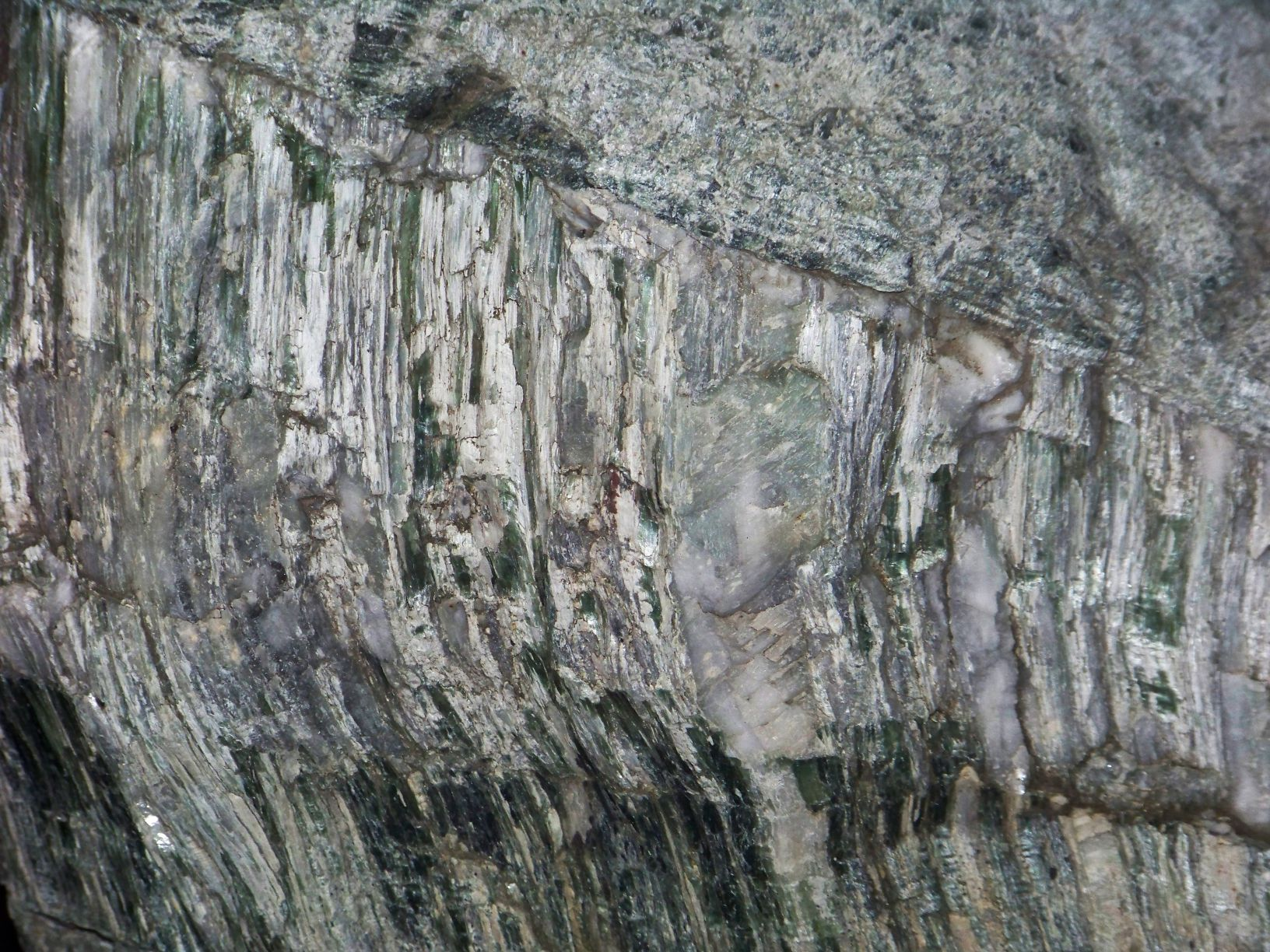

Het mineraal antigoriet is een magnesium-ijzer-silicaat, een verbinding van magnesium, ijzer, silicium, zuurstof en vier hydroxylgroepen met molecuulformule (Mg,Fe2+)3Si2O5(OH)4. Het is een fyllosilicaat en een serpentijn. De naam komt van de Valle Antigorio-Formazza in het noorden van Italië tegen de grens met Zwitserland aan. Dat is de typelocatie. Het is polymorf met verschillende serpentijnen, maar het verschil is dat antigoriet bij een hoge druk ontstaat. Het is grijs, groen of geelgroen, bruin of zwart, het heeft een glas- tot vetglans en een groenwitte streepkleur. Het heeft een monoklien kristalstelsel en de splijting is goed volgens het kristalvlak [001]. De massadichtheid van antigoriet is 2,54 kg/l, de hardheid is 3,5 tot 4 en het is niet radioactief. Zoals andere serpentijn-mineralen komt antigoriet in serpentinieten voor, vooral in serpentinieten die een contactmetamorfose hebben ondergaan.